# Mbedoumou I
Pour les articles homonymes, voir Mbedoumou.
Mbedoumou I est un village du Cameroun, situé dans la commune de Mbalmayo, le département du Nyong-et-So'o et la région du Centre.

## Population
En 1963, Mbedoumou I comptait 214 habitants, principalement des Bané. Lors du recensement de 2005, on y a dénombré 349 personnes.